# Neue Württembergische Zeitung
Die Neue Württembergische Zeitung (NWZ) ist eine Regionalzeitung für den Landkreis Göppingen, die täglich außer sonntags erscheint, seit 1974 als Kopfblatt der Südwest Presse (Ulm). Die verkaufte Auflage beträgt 20.801 Exemplare, ein Minus von 47,7 Prozent seit 1998.

## Geschichte
Nach Ende des Zweiten Weltkriegs erhielt Karl Aberle zusammen mit Fritz Harzendorf von der US-amerikanischen Kontrollregierung eine Lizenz zur Herausgabe einer Zeitung. Die erste Ausgabe der Neuen Württembergischen Zeitung erschien am 2. August 1946.

### 1962: Familie Bosch steigt ein
Im Juni 1962 erwarben Mitglieder der Familie des Unternehmers Robert Bosch vermittels der Deutschen Verlagsanstalt (DVA) und der Württemberger Zeitung GmbH (Amtsgericht Stuttgart HRB 264) die Hälfte der „Zeitungsverlags- und Druckhaus GmbH“ in Göppingen, und damit die Führung der Neuen Württembergischen Zeitung mit ihren damals sechs Kopfblättern. Die Boschs kontrollierten damals bereits die Stuttgarter Zeitung. Die Witwe des Gründers Karl Aberle behielt die anderen 50 % der Anteile. An der DVA hielten damals Robert Bosch junior und dessen Schwester Eva Madelung 51 % der Anteile.
Im März 1964 kamen noch Der Kocherbote (Auflage: 4000) im schwäbischen Gaildorf dazu und im Juli desselben Jahres die Leonberger Kreiszeitung (Auflage: 10 000), die Sindelfinger Zeitung (6000), der Gäubote in Herrenberg (5500), die Kornwestheimer Zeitung (4000), die Winnender Zeitung (4000) und der Bote vom Welzheimers Wald (2000). Zusammen hätte die Neue Württembergische Zeitung dann eine Gesamtauflage von 110.000 Exemplaren gehabt.

### 1974: Familie Bosch steigt wieder aus
1974 trennte sich die Familie Bosch von ihrem Anteil an der „Zeitungsverlags- und Druckhaus GmbH“ – aus der dann die ZVD Mediengesellschaft GmbH (Sitz in Göppingen, aber registriert beim Amtsgericht Ulm unter HRB 530067) hervorging –, indem die Boschs die Württemberger Zeitung GmbH an den heute SWMH genannten Medienkonzern verkauften, was zu einer größeren Rochade innerhalb der baden-württembergischen Presselandschaft führte.
Die Neue Württembergische Zeitung in Göppingen wurde dabei zu einem Kopfblatt der Südwest Presse Ulm und die ZVD Mediengesellschaft GmbH trat als 50-Prozent-Partner neben der Ebner Pressegesellschaft KG mit der anderen Hälfte in die Neue Pressegesellschaft ein. Gleichzeitig übernahm die Württemberger Zeitung GmbH 80 Prozent des Verlags der Stuttgarter Nachrichten.
Der überregionale Teil der Neuen Württembergischen Zeitung wird seitdem in Ulm bei der Südwest Presse produziert; in Göppingen wirkt nur noch eine Lokalredaktion für Göppingen. Gleichzeitig ging ein Teil der früheren Kopfblätter der NWZ zu den Stuttgarter Nachrichten über und wird seitdem aus Stuttgart mit überregionalen Inhalten beliefert.
Die Württemberger Zeitung GmbH (HRB 264 beim AG Stuttgart) ist heute eine 100-prozentige Tochtergesellschaft der Medienholding Süd, die für die SWMH die Stuttgarter Zeitung, die Stuttgarter Nachrichten und den Schwarzwälder Boten kontrolliert. Außerdem ist sie mit 51 Prozent an der Stuttgarter Wochenblatt GmbH und mit 10 Prozent an der Schwarzwälder Bote Mediengesellschaft beteiligt.

### Sonstiges
Von 1952 bis 1973 war die Neue Württembergische Zeitung Verlegerin und Herausgeberin der Südwestdeutschen Illustrierten Wochenzeitung, einer wöchentlich samstags erscheinenden Beilage, die danach bis 2004 bei der Stuttgarter Zeitung herausgegeben wurde.
Im Jahr 2004 erhielt die Zeitung den begehrten Lokaljournalistenpreis der Konrad-Adenauer-Stiftung.

## Auflage
Die Neue Württembergische Zeitung hat wie die meisten deutschen Tageszeitungen in den vergangenen Jahren an Auflage eingebüßt. Die verkaufte Auflage ist in den vergangenen 10 Jahren um durchschnittlich 4,1 % pro Jahr gesunken. Im vergangenen Jahr hat sie um 9,2 % abgenommen. Sie beträgt gegenwärtig 20.801 Exemplare. Der Anteil der Abonnements an der verkauften Auflage liegt bei 94 Prozent.
| 1998  | 1999  | 2000  | 2001  | 2002  | 2003  | 2004  | 2005  | 2006  | 2007  | 2008  | 2009  | 2010  | 2011  | 2012  | 2013  | 2014  | 2015  | 2016  | 2017  | 2018  | 2019  | 2020  | 2021  | 2022  | 2023  | 2024  |
| ----- | ----- | ----- | ----- | ----- | ----- | ----- | ----- | ----- | ----- | ----- | ----- | ----- | ----- | ----- | ----- | ----- | ----- | ----- | ----- | ----- | ----- | ----- | ----- | ----- | ----- | ----- |
| 39798 | 39653 | 39155 | 39666 | 38711 | 37691 | 37264 | 37120 | 36072 | 35471 | 34924 | 34444 | 33651 | 33087 | 32560 | 32078 | 31478 | 30541 | 29994 | 28480 | 27492 | 26545 | 25993 | 25136 | 24011 | 22903 | 20801 |